# Convento de las Hermanas de Sion
El Convento de las Hermanas de Sion es un convento de la Congregación de Nuestra Señora de Sion, situado cerca del extremo oriental de la Vía Dolorosa en Jerusalén. El convento fue construido en 1857 por Marie-Alphonse Ratisbonne, pero el sitio también contiene antiguos restos arqueológicos de gran valor. Más tarde los terrenos del convento se tornarían en ruinas. Ratisbonne, un judío francés y ex ateo que se convirtió al catolicismo y se hizo jesuita, decidió adquirir el sitio. Entre 1858 y 1862, se construyó una basílica (iglesia de Ecce Homo), un orfanato para niñas, y los edificios corrientes del convento.
En el siglo I a. C., Herodes el Grande construyó una gran piscina al aire libre. En el siglo II, el emperador romano Adriano añadió bóvedas arqueadas para poder colocar el pavimento sobre la piscina, convirtiéndola en una gran cisterna cuboide para recoger el agua de lluvia de los canalones de los edificios del foro. En la superficie, Adriano construyó una puerta de entrada de triple arco como entrada al foro oriental de Aelia Capitolina en Jerusalén. El arco norte se conserva bajo el ábside de la Basílica.
En 1857, Marie-Alphonse Ratisbonne, un judío francés y ex ateo que se convirtió al catolicismo y se convirtió en sacerdote, decidió comprar el sitio y comenzar un convento. Entre 1858 y 1862, construyó una basílica (la Iglesia del Ecce Homo), que se superpone a parte del arco de la entrada. También construyó un orfanato para niñas y otros edificios convencionales del convento. Se ha añadido una escuela para niñas con internos procedentes de todo el mundo árabe hasta 1967. Como el convento tenía un tamaño reducido, las monjas compraron algunas de las casas árabes circundantes y las incorporaron al convento; pronto abrieron un dispensario médico en el sitio. Debido a la introducción del apoyo estatal para los huérfanos, por el gobierno otomano y más tarde (1948) por el gobierno israelí, los edificios del orfanato se han utilizado para otros fines religiosos desde 1967. El convento ahora mantiene una casa de huéspedes y una biblioteca.

Lithostrotos: pavimento romano que alguna vez se pensó que era el lugar del juicio de Jesús.
Debajo del convento hay una extensa zona de losas romanas. A medida que continúan, en menor medida, bajo la Iglesia de la Condena, se conocen desde hace varios siglos. Debido en parte a un grabado de un juego por soldados romanos descubierto en 1864 que implica la ejecución de un "falso rey ", las monjas pensaban que las losas eran las de Gabbatha, que en el Evangelio según San Juan 19:13 describe como el lugar donde Poncio Pilato adjudicó el juicio de Jesús. Es posible que después de su destrucción, las baldosas del pavimento de la Fortaleza Antonia fueran llevadas a la plaza de Adriano.